# Bernard de Tromelai

Großmeisterwappen Bernards de Tromelai

Bernard de Tromelai, auch de Tramelay oder Bernhard von Dramelay (* um 1100; † 16. August 1153 in Askalon), war ein Großmeister des Templerordens von 1152 bis 1153.

## Leben
Er wurde als Sohn von Humbert, Gutsherr von Tromelai, in Burgund geboren.
Die Entscheidung von Everard des Barres, des Vorgängers Bernards, sich in die Abtei von Clairvaux als Mönch zurückzuziehen, kam für den Templerorden überraschend. Nach monatelangen Verhandlungen mit mehreren Bewerbern beschloss das Generalkapitel, Bernard de Tromelai als Nachfolger des Oberhauptes des Temple-Lès-Dôle zu ernennen.
Kurz nach seiner Ankunft im Heiligen Land wurde Bernard von König Balduin III. empfangen. Dieser übergab ihm den Oberbefehl über die Armee und die Stadt Gaza, die, mit Ausnahme eine 1149 im Stadtgebiet neuerrichteten kleinen Burg, zu diesem Zeitpunkt in Ruinen lag. Somit war Gaza eine der ersten Burgen des Ordens, die zwischen April und Juni 1150 an den Orden ging.
Bernard ließ die restlichen Mauern der Stadt einreißen und neue Türme und Verschanzungen erbauen. Er beabsichtigte, daraus ein Waffenlager zu machen, das zukünftig nicht mehr eingenommen werden konnte. Er verstärkte auch die Verteidigungssysteme weiterer küstennaher Städte, unter anderem von Jaffa, Arsuf, La Roche-Taillée und Le Daron.
Er starb während der Belagerung von Askalon.

## Belagerung von Askalon
Das gut befestigte, fatimidische Askalon wurde seit dem Januar 1153 von König Balduin III. von Jerusalem belagert, aber es erwies sich als unmöglich, die Stadt zu stürmen. In der von den Templern besetzten Zone wurde auf Betreiben von Bernard in der Nähe der Festungsmauer ein Belagerungsturm errichtet, der die Mauer überragte und von dem aus die Verteidiger wirksam beschossen werden konnten. Eines Nachts im Juli gelang es einigen Belagerten am Fuß dieses Turms eine Art Scheiterhaufen zu entzünden. Allerdings drehte der Wind und blies die „brennende Masse“ (Runciman) gegen die Mauer und die große Hitze des Brandes ließ Teile der Stadtmauer einstürzen und öffnete eine Bresche. Beim Einsturz der Mauer wurde auch der Belagerungsturm, der den Brand unbeschadet überstanden hatte, von umherfliegenden Mauerteilen getroffen und stürzte ebenfalls ein. Sofort stürzten Bernard de Tromelai und 40 seiner Tempelritter zur Bresche, um sich Zugang zu der Stadt zu verschaffen. Die zunächst überraschten Verteidiger formierten sich jedoch rasch und töteten die Templer und deren Großmeister.
Am Abend des 16. August hingen die enthaupteten, leblosen Körper der 40 Templer kopfüber von den Stadtmauern herunter. Der Anblick der getöteten Kameraden spornte die Christen an, noch entschlossener zu kämpfen. Wenige Tage später, am 19. August 1153, musste sich die Besatzung von Askalon den verbliebenen Kreuzfahrern ergeben.